# Thomas Hürlimann
Thomas Hürlimann född 21 december 1950 i Zug, Schweiz, är en schweizisk författare och dramatiker. Hürlimann har studerat filosofi i Zürich och Västberlin. I Västberlin arbetade han även som regiassistent. Han debuterade 1981 med Die Tessinerin.
2010 mottog han Herbert Haag-priset.